# Kétségbeejtően átlagos
A BlaBla együttes első és egyetlen stúdiólemeze, a Kétségbeejtően átlagos, 1998-ban jelent meg. A zenekar megnyerte 1997-ben a Pepsi Generation Next tehetségkutatóját, melynek fődíjaként elkészíthettek egy valódi stúdiólemezt, a lemez azonban nem váltotta be a hozzá fűzött reményeket. A dalszerző Bérczesi Róbert úgy véli, hogy a producerek, a hangmérnökök és a kiadó más irányba vitték a lemezt, mint ahogyan ő elképzelte. Bérczesi egy interjúban a lemezeladások számát 1800-2000 közé teszi.

## A lemezen közreműködtek
- Ének, basszusgitár, gitár (13) : Bérczesi Róbert
- Gitárok: Petrik Nándor
- Dob: Kiszely András
- Zene és szöveg: Bérczesi Róbert (kivétel: 1, 6, 8 – zene: Bérczesi R. / Petrik N.; szöveg: Bérczesi R.)
- Producer: Pierrot / Lepés Gábor (Provate Moon Production)
- Felvétel, keverés: Tom-Tom stúdió, 1998. január
- Hangmérnök: Lepés Gábor

További közreműködők:
- Rozgonyi Péter – dob felvétel
- Jamie Winchester – gitár felvétel, gitár (6)
- Fekete István – trombita
- Éry Balázs – zongora
- Lepés Gábor – orgona, vonósok
- Pierrot – percussion

## Az album dalai
- Kétségbeejtően átlagos
- NaNaNa
- S.B. királynő
- Sziget
- Az első tánc
- Értem én
- Biztonsági őr
- Pityipű
- Vegetáriánus csirkecomb
- Szerelmet vennék tőled
- 23:50
- Tekerős telefon
- Annyira bírlak (Szerenád)